# Eupelmus cavifrons
Eupelmus cavifrons is een vliesvleugelig insect uit de familie Eupelmidae. De wetenschappelijke naam is voor het eerst geldig gepubliceerd in 1965 door Boucek.